# Lukini
Lukini (wł. Luchini) – wieś w Słowenii, w gminie miejskiej Koper. 1 stycznia 2018 liczyła 64 mieszkańców.